# Haptoclinus
Haptoclinus es un género de peces marinos de la familia de los labrisómidos, en el orden de los Perciformes.

## Especies
Existen las siguientes especies en este género:
- Haptoclinus apectolophus (Böhlke y Robins, 1974) - Trambollo despeinado.
- Haptoclinus dropi (Baldwin y Robertson, 2013)[4] - Trambollo cuatroaletas.